# پارک ملی هوسا

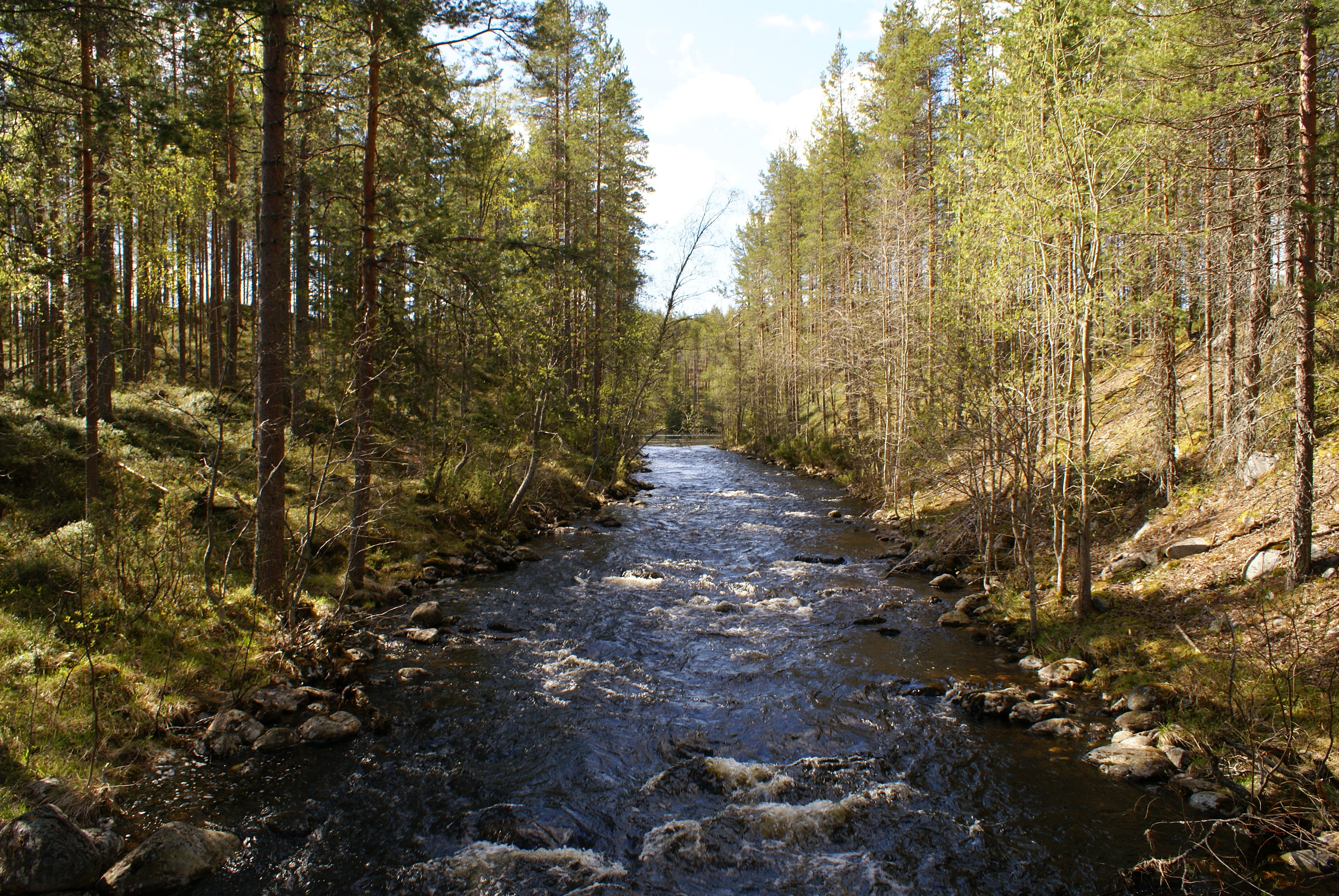
پارک ملی هوسا

پارک ملی هوسا در ۱۷ ژوئن ۲۰۱۷ به عنوان چهلمین پارک ملی فنلاند به مناسبت صدمین سالگرد استقلال این کشور تأسیس شد.
قبل از آن هوسا یک منطقه پیاده‌روی با مساحت ۹۰ کیلومتر مربع بود که در سال ۱۹۷۹ تأسیس شد و قدیمی‌ترین منطقه پیاده‌روی رسمی در فنلاند است. هوسا دهکده‌ای در فنلاند است که در استان اولو و بخشی از شهرداری سوئوموسالمی است. این دهکده یک مقصد توریستی در فضای باز محبوب است و به‌خاطر قدیمی‌ترین نقاشی‌های صخره‌ای در شمال فنلاند که قدمت آن‌ها به ۱۵۰۰ تا ۲۵۰۰ قبل از میلاد بازمی‌گردد شناخته شده‌است. نام «هوسا» از کلمه سامی قدیمی Huossa به معنای «مکان دور» گرفته شده‌است. این یکی از هفت منطقه پیاده‌روی است که بر اساس قانون تفریح در فضای باز فنلاند ایجاد شده‌است. در این منطقه حدود ۹۰ کیلومتر مسیر تعیین شده وجود دارد. بیشتر مسیرها سخت نیستند و از خط الراس و زمین پر دریاچه عبور می‌کنند.

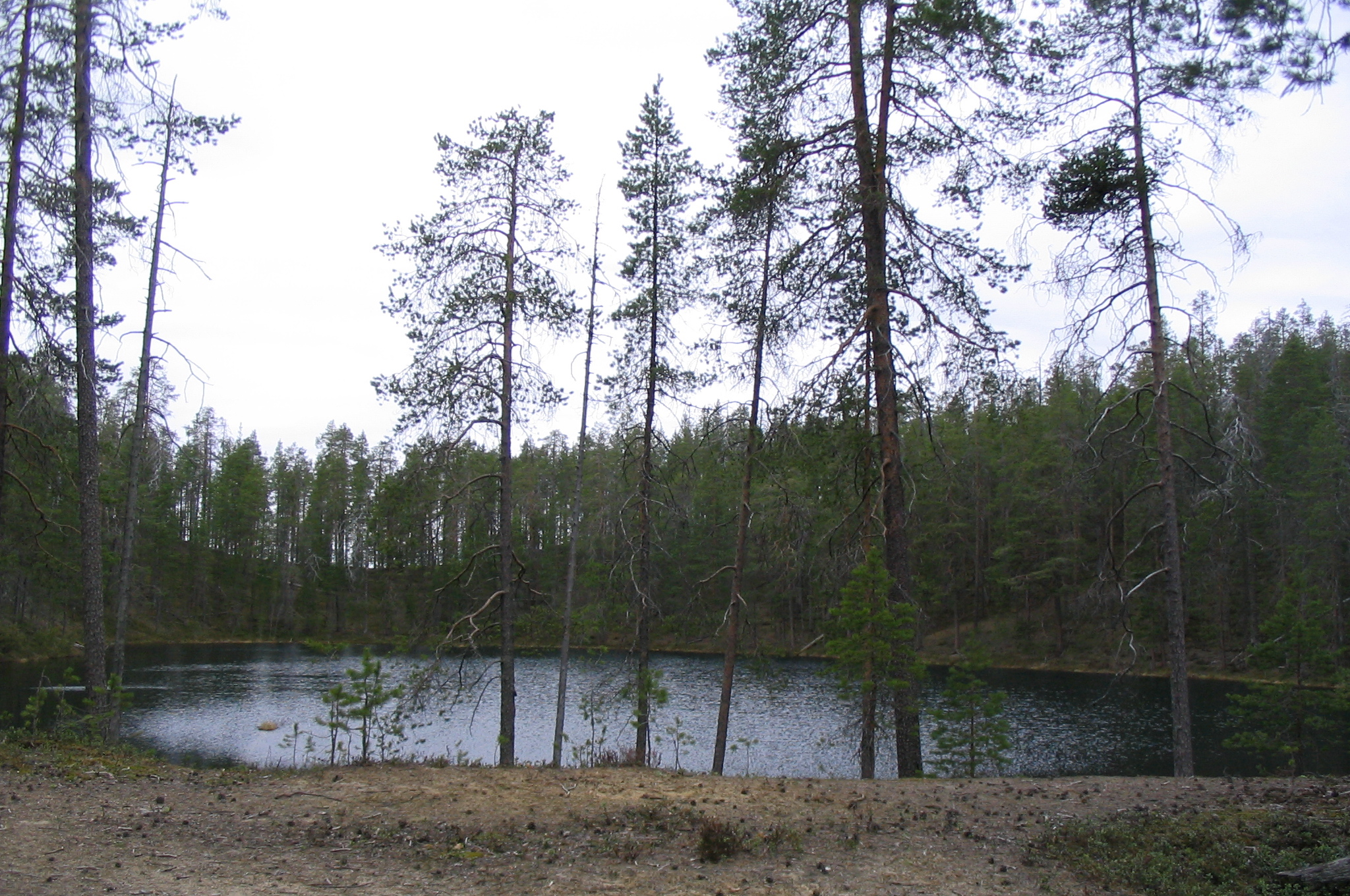
برکه مشهور به کتری در منطقه پیاده‌روی هوسا

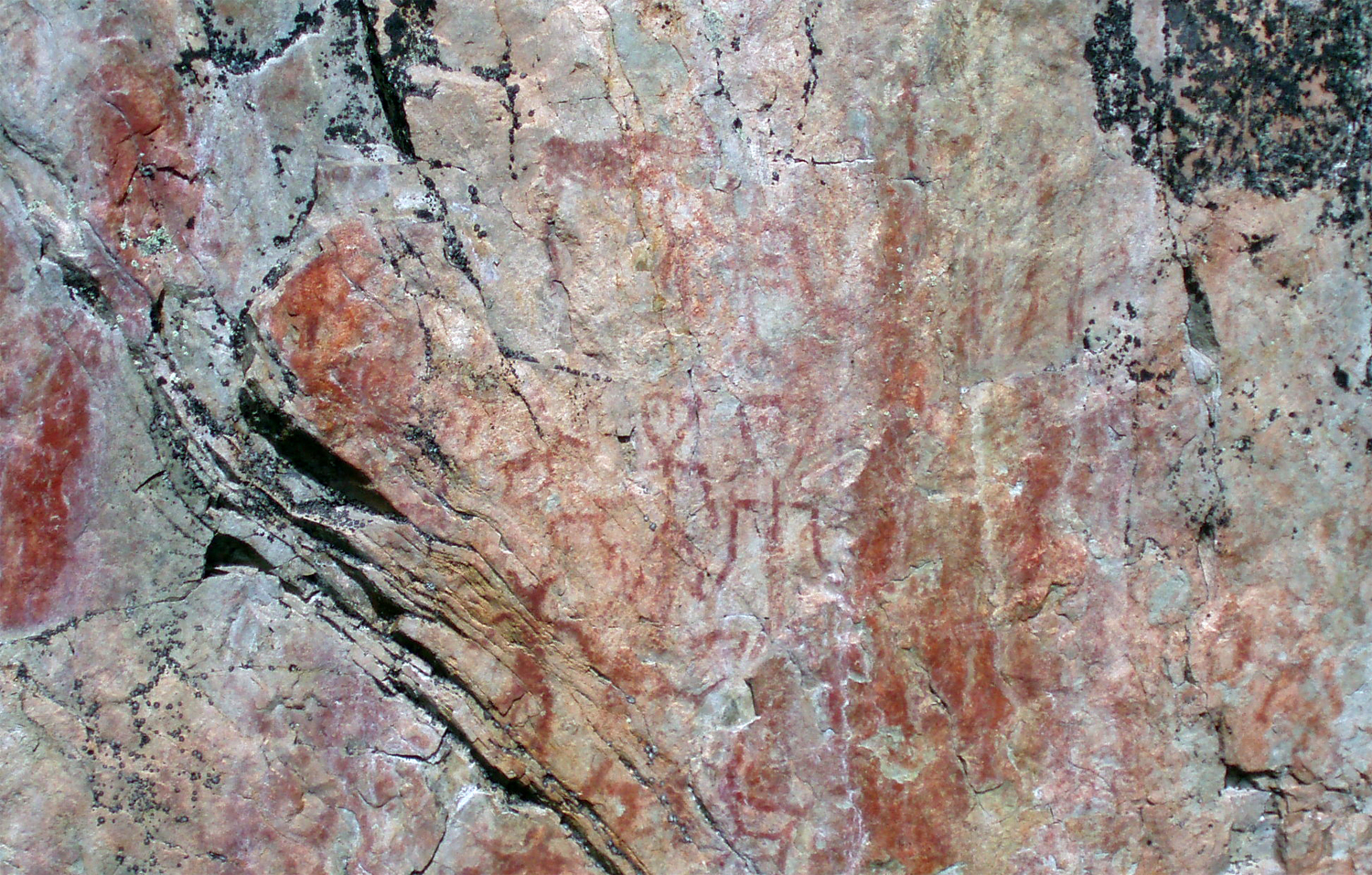
جزئیات نقاشی سنگی وریکالیو